# Буддизм в Таиланде

## История проникновения буддизма
В соответствии с В. И. Корнев «Словарь Буддизма»

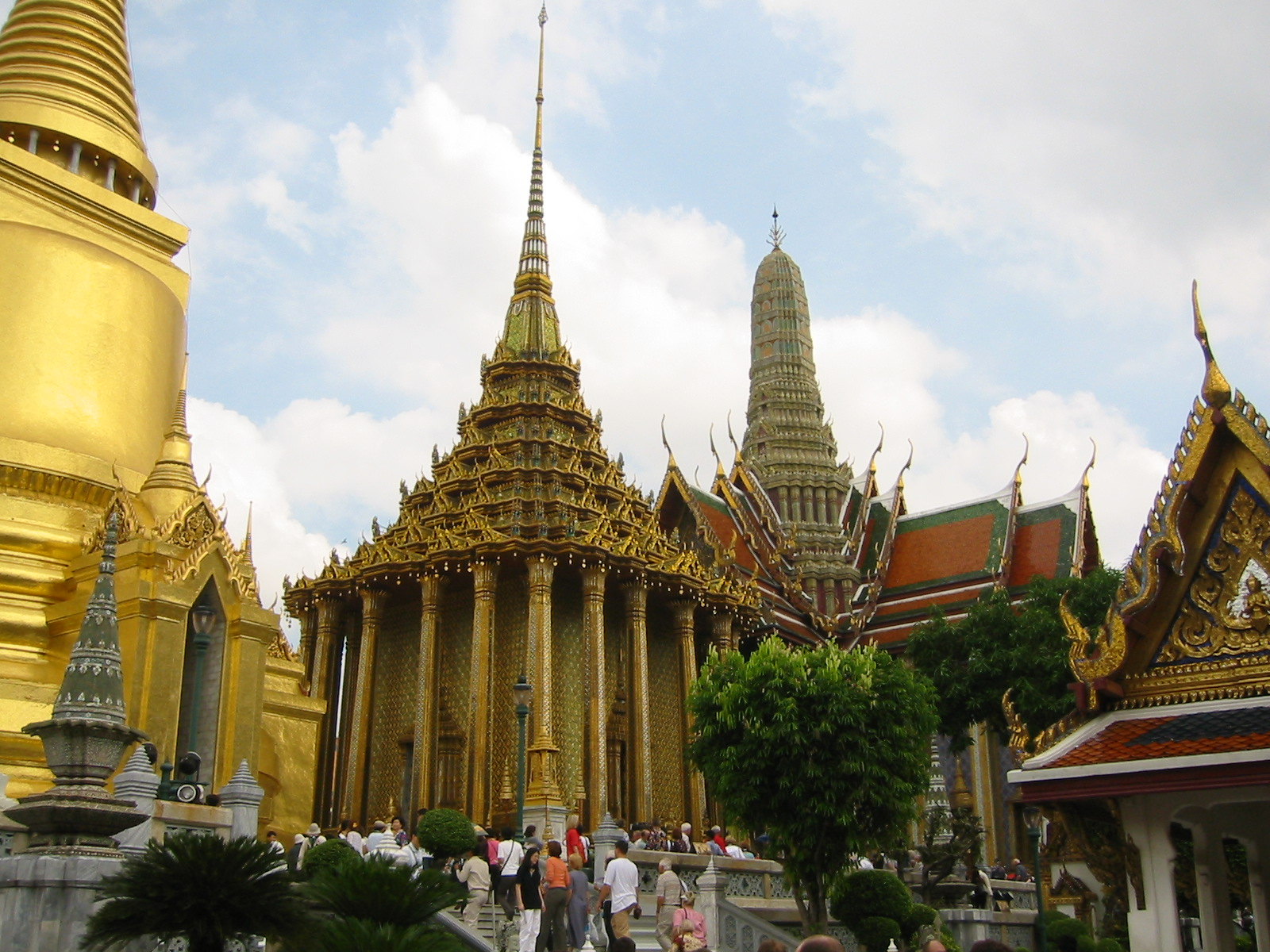
Храмовый комплекс Большого Дворца,Бангкок

Представители различных школ буддизма обосновались на территории современного Таиланда задолго до её заселения тайскими народами. Местная буддийская традиция связывает распространение буддизма с миссионерами царя Ашоки (III век до н. э.)
Археологические раскопки свидетельствуют о появлении здесь буддийских общин во II веке н. э., когда была создана огромная ступа в Накхонпатхоме.
С VII века начинается переселение тайских народов с территории Южного Китая. Кхмерские цари использовали таи в качестве наёмников, предоставляя им земли в долинах р. Менам.
В XI—XII веках возникают крупные военные поселения таи: Чиангсен, Саванкалок, Пхитсанулок, Сукхотаи и др., ставшие впоследствии столицами тайских государств. Волей судьбы тайские народы оказались в центре исторических событий Индокитая, вступив в контакты с представителями различных буддийских школ махаяны, тхеравады, сарвастивады, которые обосновались на Суматре, Яве, Ланке, полуострове Малакка, в Паганской и Ангкорской империях, в государствах Пегу, Дваравати и др.
В XIII веке появились первые тайские государства, из них Сукхотаи (XIII—XIV века.) становится одним из крупнейших религиозных центров Юго-Восточной Азии.

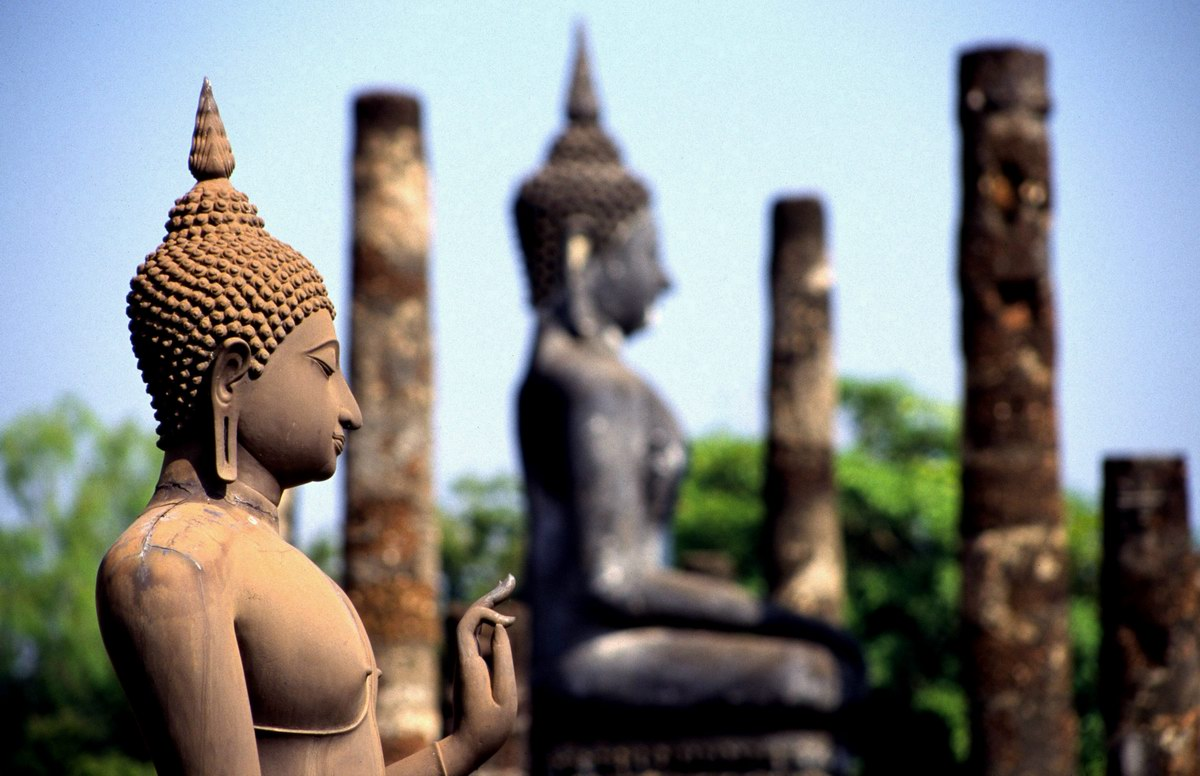
Будды в храмовом комплексе Сукхотаи

В 1345 году наследник престола Литхай, впоследствии король Маха Таммарача I, Литхай написал трактат «Трайпхум», рассказывающий об устройстве Вселенной, буддийском рае, чистилище и аде.
Культура Сукхотаи представляла собой синтез многих культур: через Паган и Дваравати таи восприняли буддийские концепции толка тхеравады; у монов заимствовали иконографию; у кхмеров — искусство зодчества и эпос «Рамаяна». В результате такого синтеза в Сукхотаи сложилась новая школа буддийского зодчества и изобразительного искусства, которая стала доминирующей на всей территории Таиланда.
В 1350 году появилось тайское государство Аютия (Сиам), а с середины XV века в нём был установлен культ дева-раджи («бога-царя») — индо-буддийский синкретический культ брахманизма, шиваизма, вишнуизма и тантризма, сложившийся в Камбодже. На практике это означало перенесение индо-буддийских космологических и космографических представлений в сферу административных и сословных отношений, сочетание мощи и силы «бога-царя» с вечным моральным законом — дхармой. В королевском декрете 1740 года подчёркивалось, что «только король — наивысший на земле, он подобен богу. Он может заставить большого человека подчиниться маленькому, и наоборот. Приказ короля подобен небесному топору. Если им ударить по деревьям или горам, последние не выстоят и будут уничтожены».
В 1767 году Аютия была захвачена и разрушена бирманцами, а после изгнания последних к власти пришла бангкокская династия Чакри (с 1782 года до настоящего времени), при которой буддизм толка тхеравады стал государственной религией. Буддийские монастыри стали главными институтами в сельских районах, в них скапливались богатства, они были чаще всего единственным местом, где крестьяне могли получить образование, медицинскую помощь, приют для престарелых. Поэтому королевский дом уделял много внимания вопросам управления, контроля и реорганизации сангхи (буддийской монашеской общины) в национальном масштабе.

## Развитие буддизма
При Раме III (правил в 1824—1851) контроль за сангхой (буддийской монашеской общиной) стал осуществляться с помощью экзаменов, проводившихся один раз в три года.
Рама IV (правил в 1851—1868) разделил сангху на две секты: Маха-никая и Тхаммают-никая; для последней характерно строгое соблюдение монашеского образа жизни.
К концу XIX века концепция «бога-царя» была заменена на концепцию «просвещённого монарха» — защитника и покровителя сангхи. В 1902 был обнародован декрет о создании административной системы сангхи, тождественной государственной системе. В 1941 религиозное образование было отделено от светской системы просвещения.

## Современное состояние буддизма

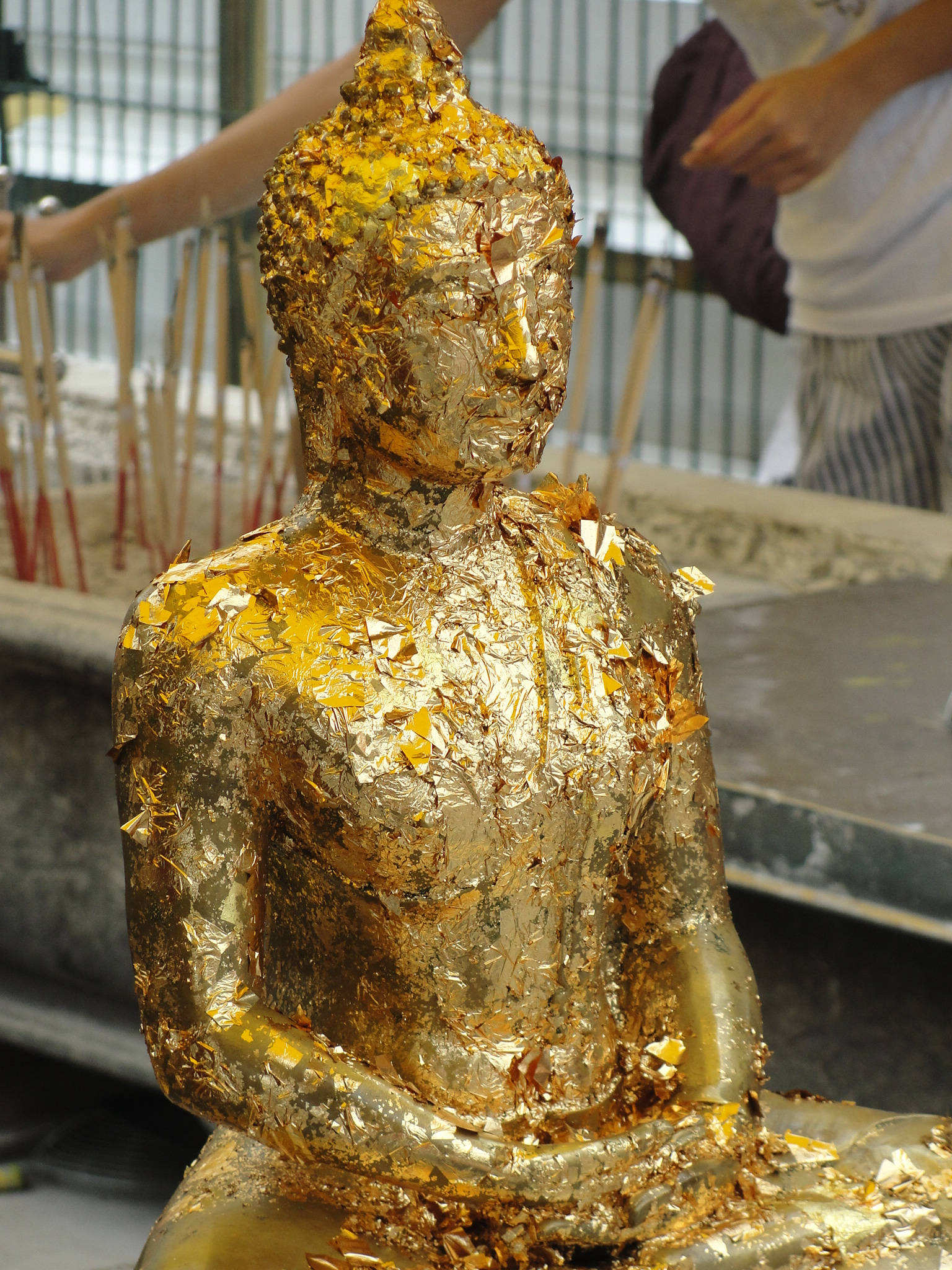
Статуя Будды на территории дворцового комплекса в Бангкоке, обклеенная листочками сусального золота в качестве подношения верующих

В настоящее время управление сангхой делится на администрацию провинции, района и тамбона. Тамбон состоит из десяти — двадцати деревень и включает минимум 5 монастырей. Около 50 тыс. деревень сведены в 5100 тамбонов. Самой мелкой административной единицей является монастырь, которых в стране более 32 тыс. Ответственность за монастырь несёт настоятель, назначаемый буддийским комитетом района или провинции. Провинциальный комитет отвечает за состояние буддизма в провинции, его пропаганду, организует общественные работы по строительству и ремонту монастырских зданий. При каждом монастыре имеется религиозный совет, в состав которого входят старшие монахи, представители деревенской элиты, в их числе богатые меценаты. При такой системе религиозными активистами оказываются не только 400 тыс. членов сангхи, но и сотни тысяч уважаемых граждан страны. Ведущую роль в подготовке кадров играют буддийские университеты Махамакут и Университет Маха Чулалонгкорн, расположенные в Бангкоке. Там же находится штаб-квартира международной организации «Всемирное братство буддистов» (ВББ).
В стране функционируют две крупные организации: Ассоциация буддистов Таиланда и Ассоциация молодых буддистов, в которые входят буддийские организации государства, обществ, и части, предприятий и учреждений, учебных заведений, воинских подразделений. Эти ассоциации и их многочисленные филиалы занимаются пропагандой буддизма через ТВ, радио, печать, организуют семинары, фестивали, праздники, конкурсы и т. д.
В конце 1970-х годах появились новые буддийские общества в университетах и вузах, ставящие целью обновление буддизма. Новое идеологические направление буддизма имеет историческую перспективу и, вероятнее всего, станет политическим.

## Буддийские храмы и монастыри

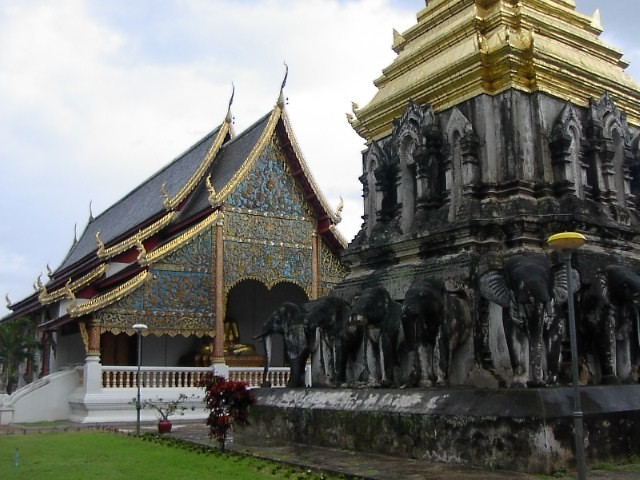
Храм Wat Chiang Man в Чианг Май, Таиланд

### Бангкок
- Ват Бенчамабопит (мраморный храм)
- Ват Сутат
- Ват Ратчанадда
- Ват Сакет
- Ват Пхра Кео
- Ват Пхо
- Ват Арун

### Пхукет
- Ват Чалонг
- Ват Пхра Тонг
- Ват Пхра Нанг Санг

### Чианг-Май
- Ват Чеди Луанг
- Ват Чеди Лием

### Чианг-Рай
- Wat Phra That Doi Chom Thong
- Ват Пра Кео
- Ват Пра Синг
- Wat Wien Kalong (Храм Белой вороны)
- Wat Luang Rat Telentam (Большой Храм Просвященных людей)

### Чонбури
- Ват Ян (Янасангварарам Ворамахавихан; рядом с Паттайей)